# Stichorkis bistriata
Stichorkis bistriata là một loài thực vật có hoa trong họ Lan. Loài này được (E.C.Parish & Rchb.f.) Marg., Szlach. & Kulak mô tả khoa học đầu tiên năm 2008.